# Distriktsförvaltning
Distriktsförvaltning var det organ vid Statens Järnvägar, som närmast under Kungliga Järnvägsstyrelsen handhade förvaltningen vid de fem distrikt, i vilka svenska statsbanorna, med huvudstationer i Stockholm, Göteborg, Malmö, Östersund och Luleå, var uppdelade. Distriktsförvaltningens ledamöter var tre, distriktschefen, bandirektören och maskindirektören, av vilka den förstnämnde var ordförande och föredragande för administrativa och trafikavdelningarnas, bandirektören för banavdelningens och maskindirektören för maskinavdelningens ärenden.
Senare utökades distriktsförvaltningen med ytterligare en ledamot, trafikdirektören, som föreståndare för trafikavdelningen. I distriktsförvaltningen ingick därjämte vid föredragning av förrådsärenden en förrådsintendent, föreståndare för förrådsavdelningen, samt, vid föredragning av vissa ärenden av rättslig, administrativ eller kameral natur, en distriktssekreterare och ombudsman. 